# Kiwi (chanson de Harry Styles)
Pour les articles homonymes, voir Kiwi (homonymie).
Singles de Harry Styles
Two Ghosts Lights Up
Kiwi est une chanson du chanteur anglais Harry Styles sortie le 31 octobre 2017 sous les labels Columbia Records et Erskine. C'est le troisième single apparaissant sur l'album Harry Styles.

## Contexte
La chanson parle d'un coup d'un soir avec une femme fatale, d'eau-de-vie et de cigarettes. 

## Clip
Le clip, sorti le 8 novembre 2017, montre Harry Styles et les enfants de l'école primaire de Wimbledon faire une bataille de gâteau. 

## Performances
Harry Styles chante pour la première fois cette chanson dans l'émission The Late Late Show with James Corden en mai 2017. En novembre de la même année, il chante Kiwi en ouverture du Victoria's Secret Fashion Show. 

## Classements
| Classement (2022)                      | Meilleure position |
| -------------------------------------- | ------------------ |
| Australie (ARIA)                       | 92                 |
| Belgique (Flandre Ultratop 50 Singles) | 39                 |
| Écosse (OCC)                           | 49                 |
| États-Unis (Adult Top 40)              | 40                 |
| Royaume-Uni (UK Singles Chart)         | 66                 |

## Certifications
| Pays        | Certification | Unitées    | Réf.   |
| ----------- | ------------- | ---------- | ------ |
| Australie   | Platine       | 70 000‡    | [ 10 ] |
| Brésil      | Platine       | 60 000‡    | [ 11 ] |
| Canada      | Or            | 40 000‡    | [ 12 ] |
| États-Unis  | Platine       | 1 000 000‡ | [ 13 ] |
| Royaume-Uni | Or            | 400 000‡   | [ 14 ] |